# Ukrainian Exchange
Die Ukrainian Exchange (ukrainisch Українська біржа) ist eine der größten Wertpapierbörsen in der Ukraine. Sie wurde am 15. Mai 2008 gegründet und sitzt in der Tropinina-Straße 7g, Kiew. Sie liegt in der Zuständigkeit des Finanzministeriums des Landes.

## Geschichte
Im Oktober 2008 wurde die Ukrainische Börse als juristische Person registriert. Der offizielle Handel begann am 26. März 2009 mit über 80 der liquidesten ukrainischen Aktien.
Nach Beginn der russischen Invasion 2022 am 24. Februar kündigte sie am selben Tag die Einstellung ihrer Aktivitäten sowie des täglichen Betriebs an. Auf ihrer offiziellen Website ermutigte sie die Menschen, russische Rubel, Aktien, Anleihen, ETFs, ADRs und GDRs zu verkaufen, um den Widerstand gegen den bevorstehenden russischen Vormarsch zu unterstützen. Am 2. März 2022 wurde der eingeschränkte Handel in Form von Militärstaatsanleihen wieder aufgenommen, um die Finanzierung der Streitkräfte der Ukraine fortzusetzen.